# ウェブハード
ウェブハードとは、ウェブ上のストレージ・サービスのことである。
そのサービスの利用者は、サービス事業者が設置するウェブ上のストレージにファイルをアップロードして置くことができる。この点は従来のオンライン・ストレージ・サービスやクラウド・コンピューティングと同じだが、ウェブハードではアップローダーと同様、ファイルに対する利用者ごとのアクセス権限の垣根が低いのが特徴で、利用者は自分以外の他の利用者がアップロードしたファイルを閲覧し、ダウンロードすることができる。またこのダウンロードに従量制で課金するサービス業者が多く、あるファイルに対する課金の一部を、そのファイルをアップロードした利用者に還元する事業者もあることから、ファイルの違法共有を助長するとして特に韓国において、2003年ごろから社会問題になっている。アップローダーはほとんどの場合、利用者はアップロード、ダウンロードともに無料であるのに対し、ウェブハードでは金銭のやり取りが生じるのが特徴である。